# Sacramento (Brasil)
Sacramento es un municipio brasileño del estado de Minas Gerais, en la microrregión de Araxá. Se localiza a una latitud 19º51'55" sur y a una longitud 47º26'24" oeste, estando a una altitud de 832 metros. Su población estimada en 2005 era de 22.000 habitantes.
Posee un área de 3080,44 km². La densidad demográfica es de 7,08 hab/km².
Con clima ameno, las temperaturas medias en el mes más frío – julio - llegan a 17 °C y en los meses más calientes – enero y febrero - a 23 °C.